# 伊豆長岡駅
伊豆長岡駅（いずながおかえき）は、静岡県伊豆の国市南條にある、伊豆箱根鉄道駿豆線の駅である。駅番号はIS09。
所在地は旧伊豆長岡町ではなく旧韮山町にあたるが、駅正面の南條交差点から約50 - 100メートル先の青い橋（千歳橋）が伊豆長岡町の出入口となっており、伊豆長岡温泉への観光アクセス利用がアピールされている。

## 歴史
- 1898年（明治31年）5月20日：三島町（現・三島田町） - 当駅間開業により、南條駅として開業。
- 1899年（明治32年）7月17日：南條 - 大仁間開業により、中間駅となる。
- 1919年（大正8年）5月25日：伊豆長岡駅に改称。
- 1966年（昭和41年）1月2日：貨物営業廃止。
- 1986年（昭和61年）10月21日：新駅舎完成。
- 2009年（平成21年）12月24日：跨線橋へのエレベーター設置などのバリアフリー対応工事開始。
- 2010年（平成22年）7月17日：跨線橋のエレベーター供用開始。
- 2019年（平成31年）2月9日：一日駅長に、伊豆・三津シーパラダイスで飼育されている深海生物のタカアシガニが就任[1]。
- 2020年（令和2年）11月4日：親会社の西武鉄道と友好提携している台湾鉄路管理局の礁渓駅（宜蘭県・礁渓温泉の玄関口）と姉妹駅協定締結[2]。
- 2022年（令和4年）
  - 1月20日：改札外のトイレの改築工事が竣工。男子小用を除く便器がウォシュレット装備の洋式便器に更新された[3]
  - 12月25日：駅構内のヤマザキショップ内のコンビニとそば店がこの日をもって閉店して撤退。残りの区画も2023年（令和5年）2月下旬（3月10日開店に繰り下げ）まで改装工事を実施。
- 2023年（令和5年）
  - 3月10日：駅構内売店をスーベニアカフェ「イズーラ伊豆長岡」にリニューアル[4]。
  - 11月17日：副駅名権のスポンサー契約を、伊豆の国市のミネラルウォーター製造販売業「エムアイファクトリー」と締結。副駅名は『伊豆天城天然水の郷』となった[5]。

## 駅構造
単式ホーム・島式ホーム計2面3線を有する地上駅。各ホームは跨線橋で結ばれている。駅舎側から3,2,1番線となり、1番線の隣には行き止まりの側線がある。原則として駅舎に隣接する3番線を上り列車が、跨線橋を渡った島式ホームの2番線を下り列車が使用するが、交換時以外は全ての列車が3番線を使用する。
自動改札機と自動券売機が設置されている。現在自動券売機は2台ともタッチパネル式となっている。2010年7月17日に 跨線橋へのエレベーターの供用が開始され、駿豆線で初のエレベーター設置駅となった。
2023年3月10日にカフェと土産物店の機能をあわせ持つスーベニアカフェ「イズーラ伊豆長岡」（敷地面積：138.24 m2 、カフェ席数：20席）が開店した。

### のりば
| 番線 | 路線   | 方向 | 行先       | 備考                                                                 |
| ---- | ------ | ---- | ---------- | -------------------------------------------------------------------- |
| 1    | 駿豆線 | -    | -          | 臨時折り返し列車待機線（上下兼用） （※定期列車では上り回送のみ使用） |
| 2    | 駿豆線 | 下り | 修善寺方面 | 列車交換を行う列車                                                   |
| 3    | 駿豆線 | 上り | 三島方面   |                                                                      |
| 3    | 駿豆線 | 下り | 修善寺方面 | 列車交換を行わない列車                                               |

付記事項
- 1番線ホームの東側にある側線に隣接して、かつて貨物ホームとして使用されていた単式ホーム（跨線橋で結ばれていない）がある。この側線は貨物輸送の廃止後は工臨車両の待機場所として使われることがある。
- 発車合図音は2・3番線については2007年末期にブザーから鎌田信号機製の電子音のものに変更されている。1番線については従来通りブザーを使用している。

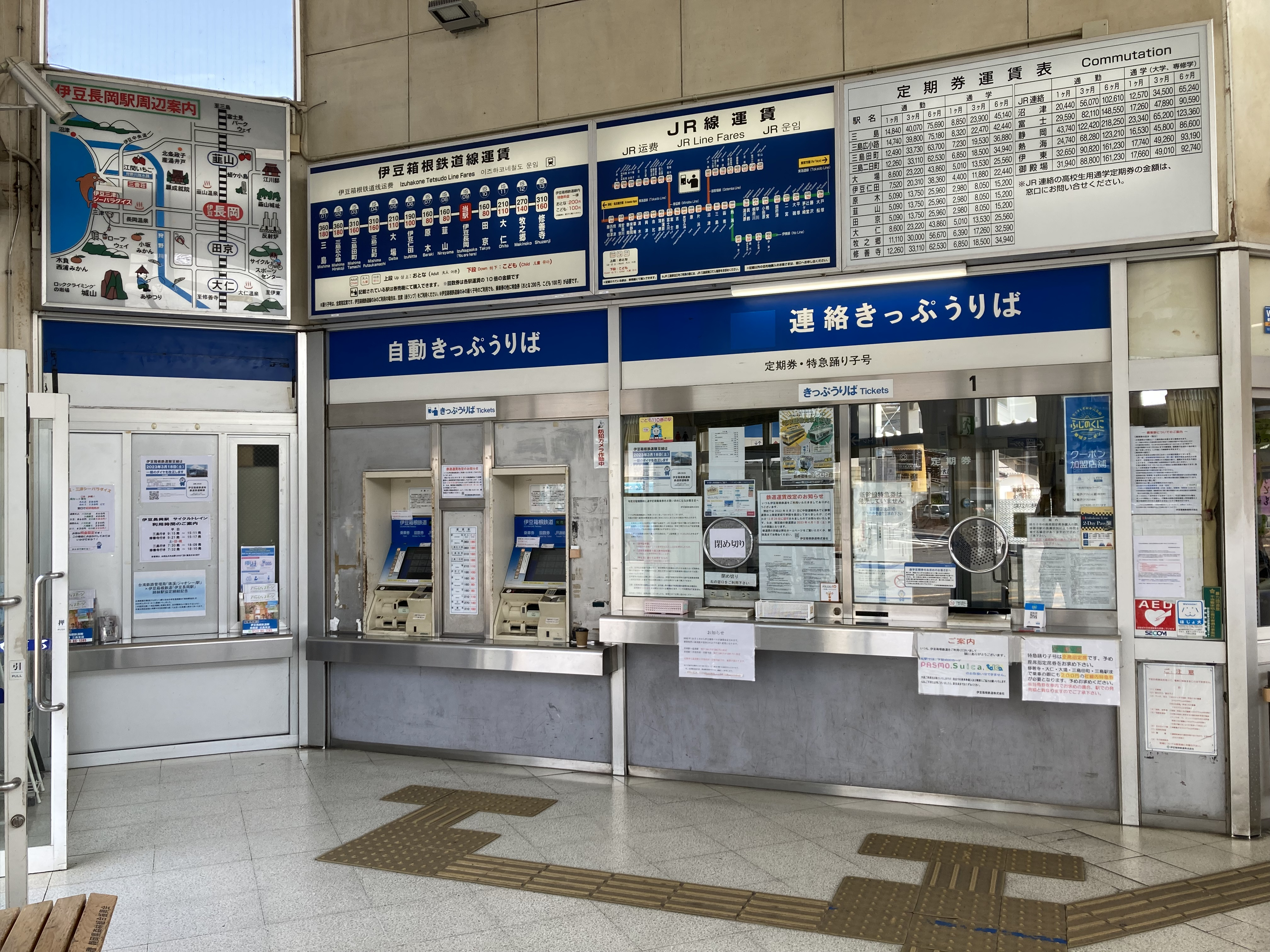
切符売場（2023年4月）
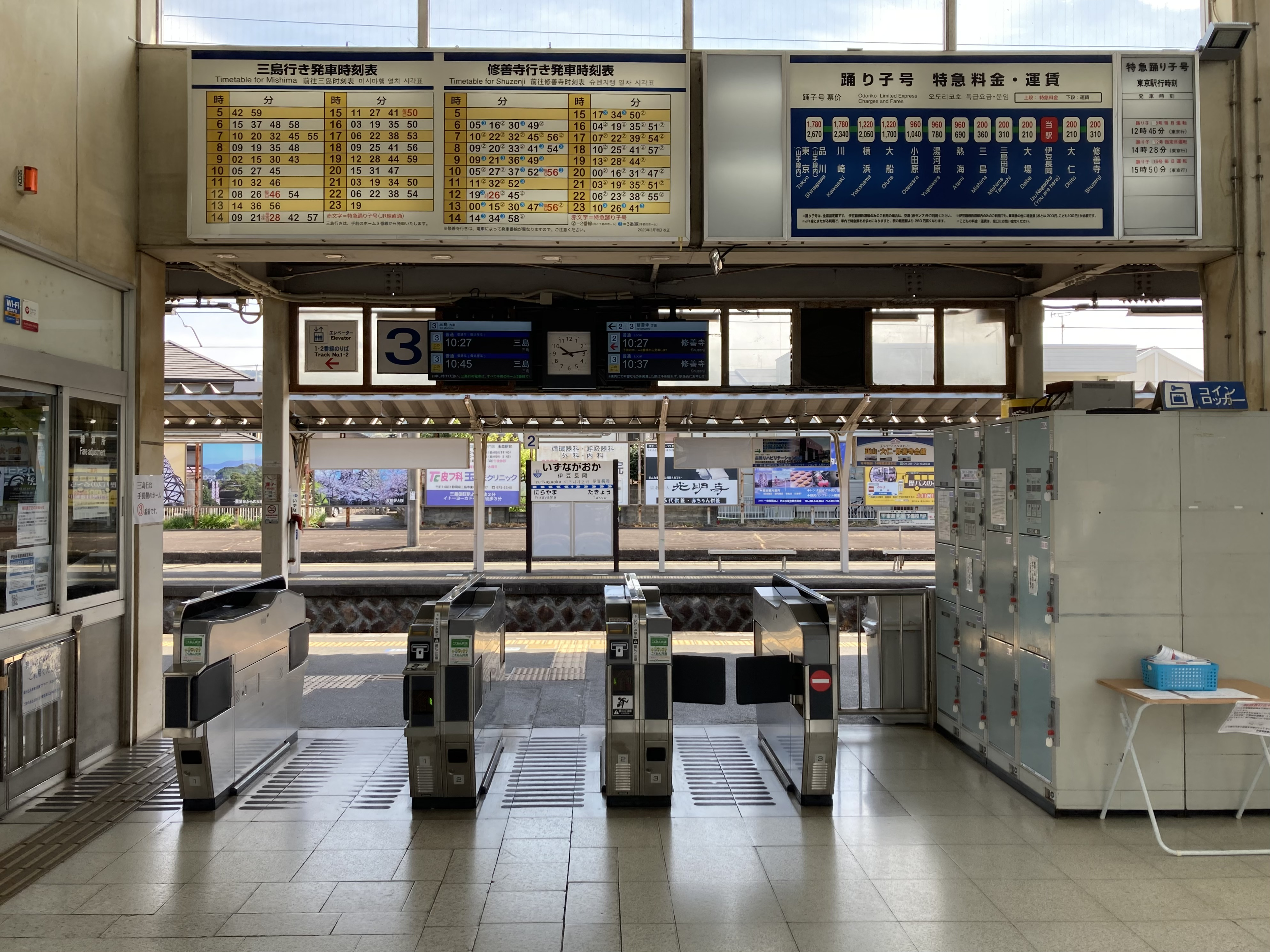
改札口（2023年4月）
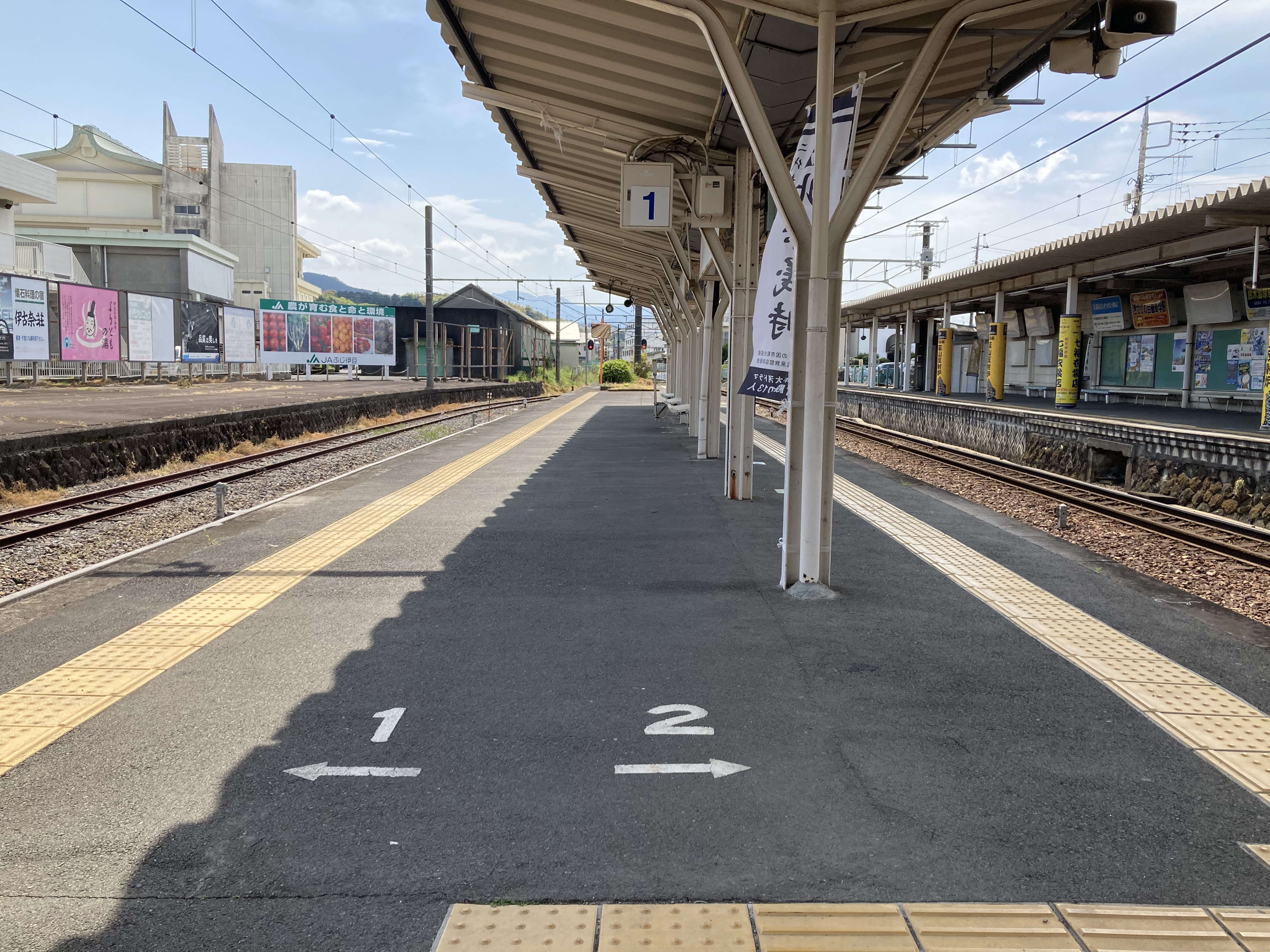
1番線・2番線ホーム（2023年4月）
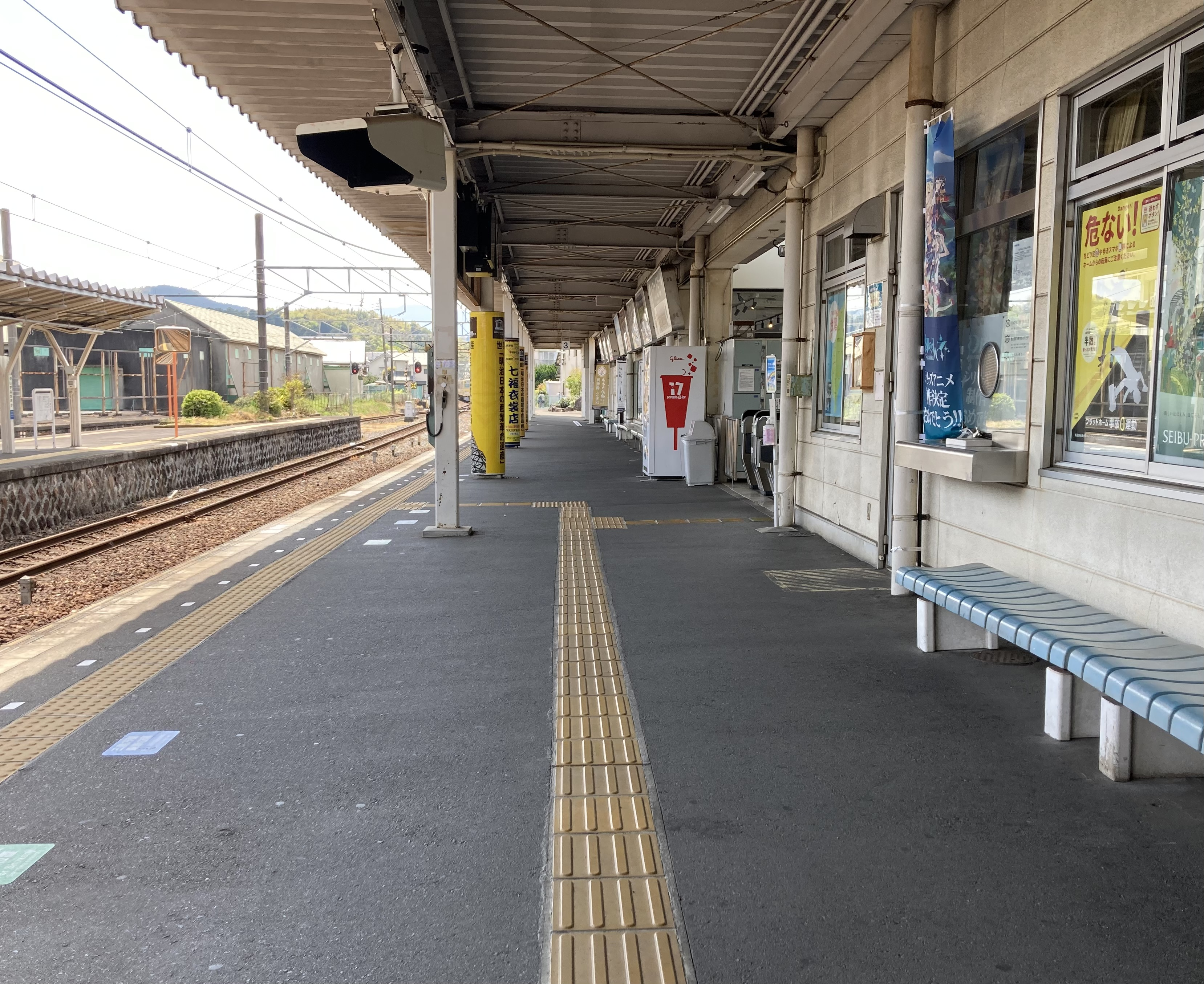
3番線ホーム（2023年4月）
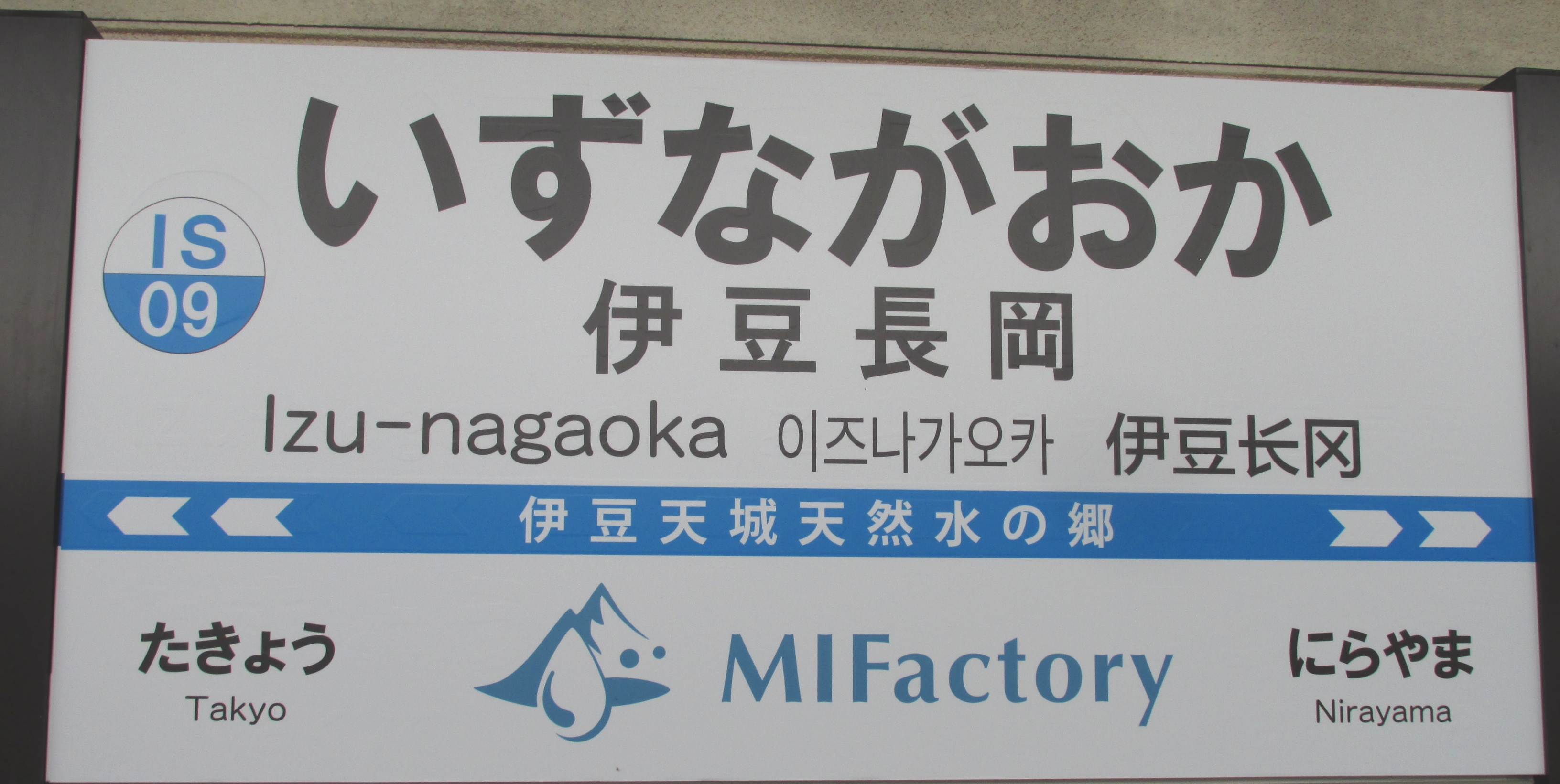
駅名標（2024年5月）

## 利用状況
- 2020年（令和2年）度の1日平均乗車人員は1,720人である。

近年の1日平均乗車人員の推移は以下の通りである。
| 年度               | 1日平均 乗車人員 | 出典     |
| ------------------ | ---------------- | -------- |
| 1993年（平成05年） | 3,842            | [ * 1 ]  |
| 1994年（平成06年） | 3,798            | [ * 2 ]  |
| 1995年（平成07年） | 3,722            | [ * 3 ]  |
| 1996年（平成08年） | 3,667            | [ * 4 ]  |
| 1997年（平成09年） | 3,449            | [ * 5 ]  |
| 1998年（平成10年） | 3,365            | [ * 6 ]  |
| 1999年（平成11年） | 3,241            | [ * 7 ]  |
| 2000年（平成12年） | 3,100            | [ * 8 ]  |
| 2001年（平成13年） | 2,976            | [ * 9 ]  |
| 2002年（平成14年） | 2,882            | [ * 10 ] |
| 2003年（平成15年） | 2,797            | [ * 11 ] |
| 2004年（平成16年） | 2,777            | [ * 12 ] |
| 2005年（平成17年） | 2,691            | [ * 13 ] |
| 2006年（平成18年） | 2,689            | [ * 14 ] |
| 2007年（平成19年） | 2,693            | [ * 15 ] |
| 2008年（平成20年） | 2,658            | [ * 16 ] |
| 2009年（平成21年） | 2,555            | [ * 17 ] |
| 2010年（平成22年） | 2,453            | [ * 18 ] |
| 2011年（平成23年） | 2,345            | [ * 19 ] |
| 2012年（平成24年） | 2,400            | [ * 20 ] |
| 2013年（平成25年） | 2,431            | [ * 21 ] |
| 2014年（平成26年） | 2,381            | [ * 22 ] |
| 2015年（平成27年） | 2,374            | [ * 23 ] |
| 2016年（平成28年） | 2,392            | [ * 24 ] |
| 2017年（平成29年） | 2,444            | [ * 25 ] |
| 2018年（平成30年） | 2,452            | [ * 26 ] |
| 2019年（令和元年） | 2,405            | [ * 27 ] |
| 2020年（令和02年） | 1,720            | [ * 28 ] |

## 駅周辺

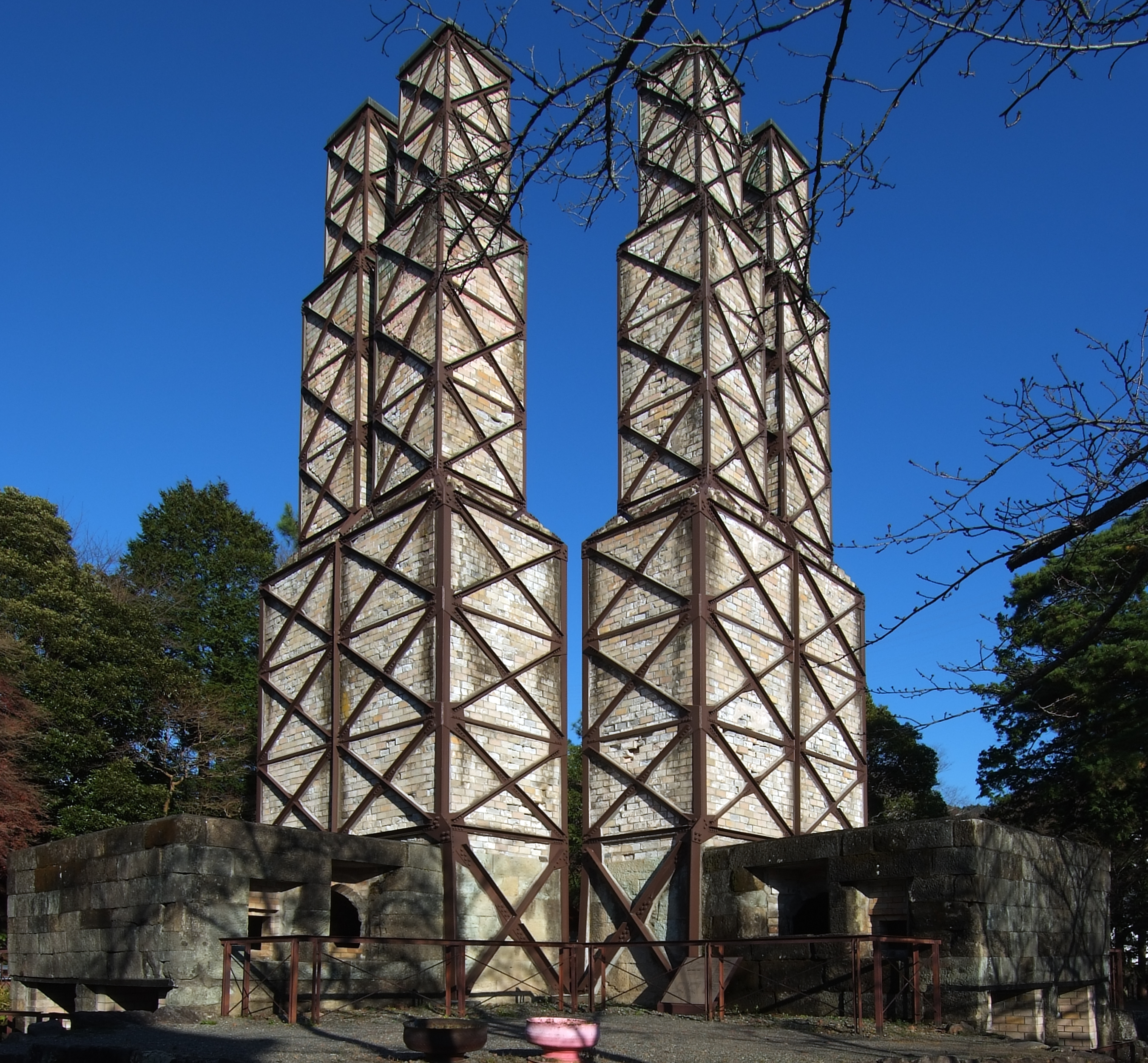
韮山反射炉

民家が多いが、商点が点在する。駅から少し離れた西側を狩野川が流れており、そこから西へ進むと伊豆長岡温泉に至る。駅東側は田園やビニールハウスが目立つが、小学校や幼稚園がある。そこから東へ進むと韮山反射炉に至る。
- 伊豆長岡温泉
- 韮山温泉
- 伊豆の国市役所（旧伊豆長岡町役場）
- JAふじ伊豆伊豆の国地区本部、南部支店、長岡支店
- 静岡県立伊豆中央高等学校
- 伊豆の国市立韮山南小学校
- 伊豆の国市立共和幼稚園
- 順天堂大学医学部附属静岡病院
- 伊豆パノラマパーク
- マックスバリュ伊豆長岡店
- ラコアンドエース伊豆長岡店
- エスポット韮山店
- 源氏山公園
- 韮山反射炉 - 世界遺産「明治日本の産業革命遺産 製鉄・製鋼、造船、石炭産業」の一つ。
- 国道136号
- 静岡県道131号古奈伊豆長岡停車場線
- 静岡県道132号韮山反射炉線
- 狩野川

## バス路線
伊豆箱根バスは「長岡駅」停留所、伊豆の国市は「伊豆長岡駅」停留所から下記の路線が発着する。
伊豆箱根バス
- 長11（伊豆長岡駅 - シーパラ線）
  - 伊豆三津シーパラダイス
- 長13（伊豆長岡駅 - 長岡温泉場循環線）
  - 長岡駅
- 沼71・沼72・沼76（沼津駅 - 伊豆長岡駅線）
  - 沼津駅    - ※沼76は土曜・日曜・祝日の午前に1便のみ運行。

伊豆の国市
- 歴バスのる〜ら（観光周遊型バス(循環)）[7]
  - 韮山反射炉や江川邸を経て、伊豆長岡駅に戻る片回り循環路線（※土曜・日曜・祝日と特定日に運行も、客足が伸びずに去る2023年9月30日をもって廃止された）。

上記の他、予約制デマンド型乗合タクシーの「星の花号」も当駅を発着する（※日曜運休）。

## その他
- イズーラ伊豆長岡の開設前は売店とそば処の店舗が置かれていた[4]。
- 駅舎の中にヤマザキショップが併設されていたが、2022年12月25日をもってコンビニとそば店が閉店した（これを機に同店から撤退）。
- 店内には西武グループ各社がタイアップをしているアニメ作品『ラブライブ!サンシャイン!!』のグッズ売り場もあった（売場を修善寺駅に集約）。また、駅舎には同作品のイラスト装飾が施されていたが、派手な屋外広告を禁止する伊豆の国市の条例に違反するとの指摘を受け、2018年3月30日に新しいデザインの装飾に張り替えている[9][10]。

## 隣の駅
※特急「踊り子」の隣の停車駅は列車記事を参照。
伊豆箱根鉄道
 駿豆線
韮山駅 (IS08) - 伊豆長岡駅 (IS09) - 田京駅 (IS10)

### 記事本文